# Tour de France 2002
Le Tour de France 2002 est la 89e édition du Tour de France cycliste. Il a eu lieu du 6 au 28 juillet 2002 sur 20 étapes pour 3 276 km.
Ce Tour est sans vainqueur depuis le déclassement de l'Américain Lance Armstrong en octobre 2012. Tous ses résultats obtenus depuis le 1er août 1998 lui ont été retirés pour plusieurs infractions à la réglementation antidopage. Cette édition est la quatrième des sept consécutives qu'il aurait gagnées jusqu'en 2005.

## Généralités
- Le départ du Tour a lieu à Luxembourg ; l'arrivée finale se juge aux Champs-Élysées.
- L'Américain Lance Armstrong signe un quatrième succès consécutif dans le Tour. Sans véritable rival, il écrase l'épreuve[2].
- Le Français Laurent Jalabert enlève le maillot à pois en signant trois belles échappées dans les Pyrénées. « Jaja » effectue ainsi 429 km en tête et glane les points nécessaires pour le Grand Prix de la montagne.
- Le Français Richard Virenque enlève l'étape du Mont Ventoux malgré la volonté farouche d'Armstrong de remporter cette étape mythique.
- Aucun Français dans les dix premiers du classement général final. Le premier tricolore, David Moncoutié, est au treizième rang.
- L'Allemand Erik Zabel remporte sa dernière victoire d'étape sur le Tour. Par la suite, il sera souvent placé, mais jamais gagnant.
- Moyenne du vainqueur : 39,909 km/h.

## Participation

### Équipes sélectionnées
Vingt et une équipes participent à ce Tour de France. Seize d'entre elles sont sélectionnées d'office : Mapei-Quick Step, Fassa Bortolo, Alessio, Tacconi Sport, Lampre-Daikin, Lotto-Adecco, Domo-Farm Frites, Rabobank, ibanesto.com, Euskaltel-Euskadi, ONCE, Kelme, Cofidis, Telekom, US Postal et CSC-Tiscali.
Cinq équipes françaises sont invitées : Crédit Agricole, Bonjour, Ag2r, Française des Jeux et Jean Delatour. Initialement, l'équipe italienne Saeco était invitée. Elle a été remplacée en juin par l'équipe Jean Delatour après l'annonce de deux contrôles antidopage positifs à la cocaïnes subi par son leader Gilberto Simoni.
Parmi les équipes « recalées » figurent notamment les équipes Acqua e Sapone, Team Coast, Gerolsteiner, Mercatone Uno et Phonak. Au moment de l'annonce des invitations, le 2 mai, l'équipe Team Coast est à la dixième place du classement UCI par équipes, devant toutes les équipes invitées. Elle compte dans ses rangs Alex Zülle, deux fois deuxième du Tour, Ángel Casero, vainqueur du Tour d'Espagne 2001, ainsi que Manuel Beltrán et Fernando Escartín. La « grande discrétion » de Casero depuis le début de la saison semble avoir couté sa place à l'équipe. Le directeur du Tour Jean-Marie Leblanc précise au sujet de Marco Pantani, dont l'équipe Mercatone Uno n'a pas été retenue : « S'il gagnait le Giro, nous reverrions la question pour une 22e équipe ». Enfin, le sprinter Mario Cipollini, leader d'Acqua & Sapone et l'un des meilleurs sprinteurs en activité, est à nouveau écarté du Tour. L'organisation a pris en compte l'intention de Cipollini de privilégier le championnat du monde et de le préparer au Tour d'Espagne. Parmi les équipes non-invitées figure également l'équipe française BigMat. Comme pour l'équipe Jean Delatour initialement écartée, Jean-Marie Leblanc évoque le « peu de réussite » de ces équipes, qui ont eu « la possibilité de marquer des points dans le Tour » l'année précédente. La non-participation au Tour fait craindre au manager de l'équipe BigMat Stéphane Javalet une disparition de cette dernière ,.

## Déroulement de la course

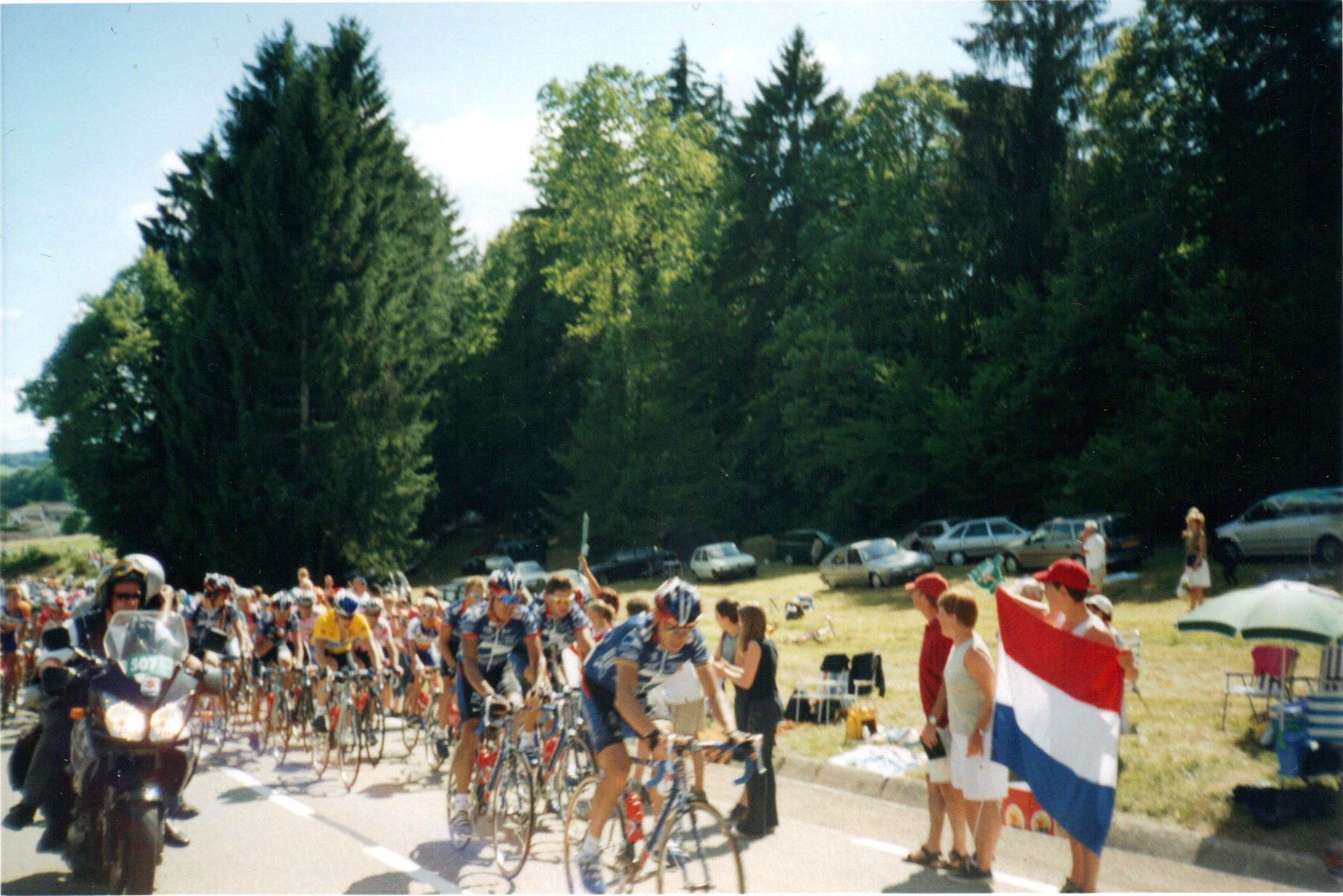
Le peloton emmené par l'équipe du maillot jaune Lance Armstrong en sortie de Nurieux-Volognat.

En l'absence de Jan Ullrich, Lance Armstrong est le grand favori de ce Tour 2002. Ses challengers au départ du Tour sont Joseba Beloki, Igor González de Galdeano, Christophe Moreau, Levi Leipheimer ou Tyler Hamilton. Au Luxembourg, il prend le maillot jaune devant Laurent Jalabert et Raimondas Rumšas. Le coéquipier de ce dernier, Rubens Bertogliati, récupère le maillot jaune le lendemain après une attaque dans le dernier kilomètre. La première semaine est marquée par le succès de la Once lors du contre-la-montre par équipes, ce qui lui permet de placer ses leaders Igor González de Galdeano et Joseba Beloki aux deux premières places, alors qu'un duel entre Erik Zabel et Robbie McEwen se dessine pour le maillot vert.
Lors du contre-la-montre de Lorient, Santiago Botero l'emporte, et sème le doute. Mais Armstrong réagit rapidement et s'impose lors des deux étapes des Pyrénées, avec l'aide de son coéquipier Roberto Heras. Ces deux étapes sont également marquées par les échappées de Laurent Jalabert, qui vient d'annoncer sa retraite à la fin de la saison. Il conquiert le maillot à pois. Un autre Français se met en valeur, Richard Virenque, en s'imposant au sommet du Mont Ventoux. Les Alpes et le contre-la-montre final ne chamboulent pas la hiérarchie, hormis la révélation Raimondas Rumšas. Celui-ci termine troisième du Tour, mais son épouse est arrêtée dans le même temps pour trafic de produits dopants. Aux Champs-Élysées, McEwen s'impose et remporte son premier maillot vert.
Un drame a marqué la dixième étape, le 17 juillet : sur la commune de Retjons, un garçon de sept ans, Melvyn Pompèle, a été tué par un véhicule de la caravane publicitaire alors qu'il traversait la route, ayant échappé à la surveillance de son grand-père. Le directeur adjoint du Tour de France, Daniel Baal, et Bernard Hinault ont rendu visite à la famille de Melvyn le 18 juillet.

## Affaires de dopage

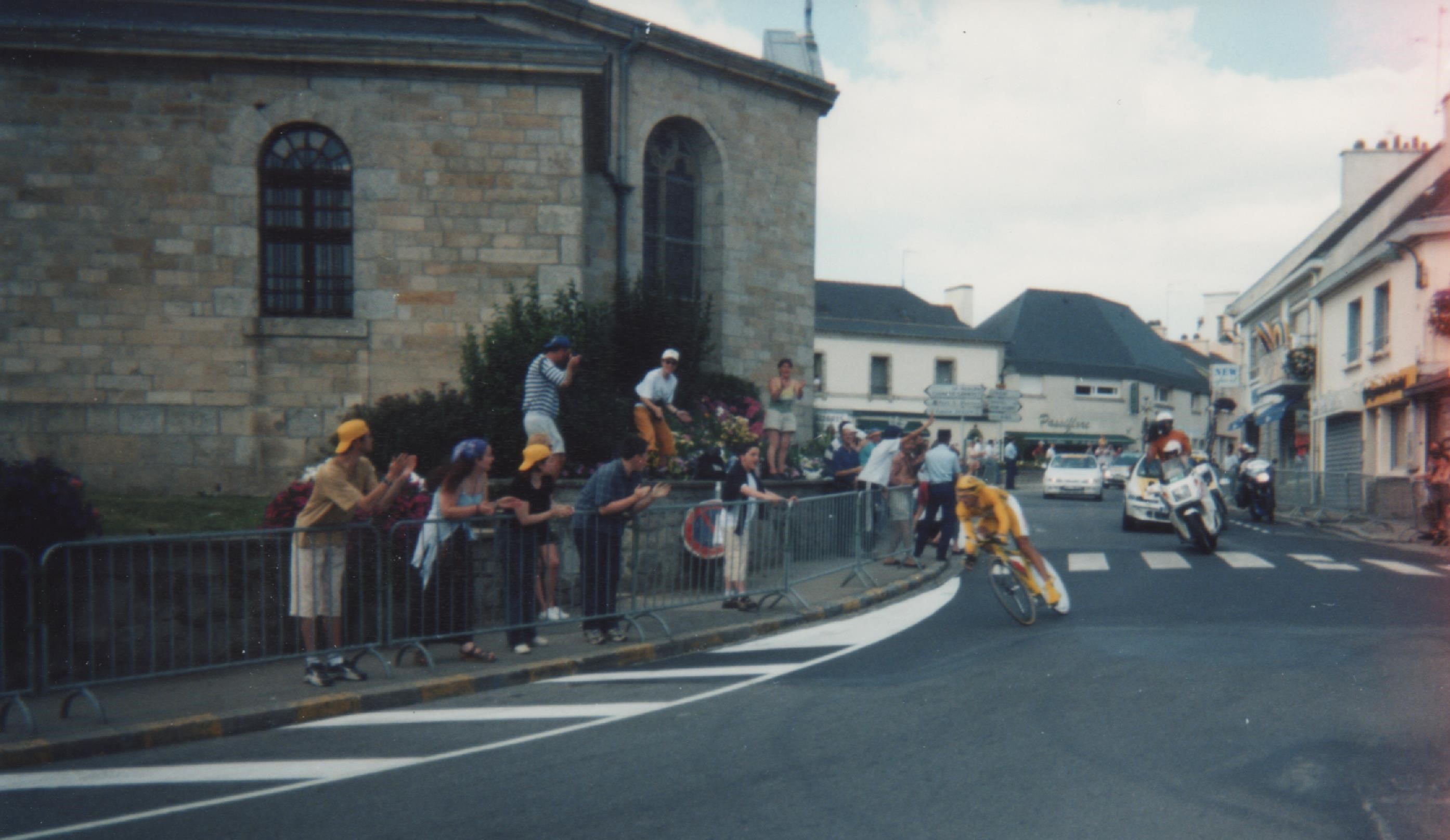
Le maillot jaune Igor Gonzalez de Galdeano à Guidel lors de la 9e étape du Tour de France 2002, le 15 juillet

Le coureur Igor González de Galdeano est contrôlé positif au salbutamol le 12 juillet 2002. Il présente un certificat médical et peut continuer la course. Le 24 mars 2003, le Conseil de prévention et de lutte contre le dopage (CPLD) ouvre une procédure disciplinaire contre le coureur espagnol, car la présence de salbutamol dans le corps du coureur a atteint 1 360 nanogrammes/militre alors que la limite est de 1 000 nanogrammes. Le 9 juin 2003, le CPLD prononce à son encontre une suspension de 6 mois valable seulement sur le sol français.
Le 28 juillet 2002, Edita Rumšas, la femme du coureur lituanien Raimondas Rumšas est arrêtée par les douanes, au tunnel du Mont-Blanc à Chamonix, en possession d'EPO, d'hormone de croissance, de testostérone, d'anabolisants et de corticoïdes. Elle se préparait à traverser les Alpes pour gagner la Toscane, où résidait le couple lituanien. « Je n'ai jamais rien pris, mon Tour est propre. Ces médicaments étaient pour ma belle-mère », déclarera par la suite le coureur lituanien à La Gazzetta dello Sport. Raimondas Rumšas est arrêté à son tour le 29 juin 2005. Le 24 novembre 2005, le parquet de Bonneville condamne Raimondas Rumšas à 8 mois de prison avec sursis et sa femme à 6 mois avec sursis.
Le 26 janvier 2006, le couple est condamné, en appel, par le parquet de Bonneville, à 4 mois de prison avec sursis.
Le 22 octobre 2012, l'UCI déchoit Lance Armstrong de sa victoire pour dopage, à la suite du rapport émis par l'Agence américaine antidopage. Ses victoires ne sont pas attribuées à d'autres coureurs.

## Étapes
Initialement vainqueur de ce Tour de France et de quatre étapes, Lance Armstrong a été déclassé en octobre 2012 pour plusieurs infractions à la réglementation antidopage, tout comme son compatriote Levi Leipheimer. Ses victoires n'ont pas été attribuées à d'autres coureurs. Il a également porté le maillot jaune à l'issue de la treizième étape jusqu'à la fin de la course.
| Étape,    | Date       | Villes étapes                       |                              | Distance (km)         | Vainqueur d’étape     | Leader du classement général |
| --------- | ---------- | ----------------------------------- | ---------------------------- | --------------------- | --------------------- | ---------------------------- |
| Prologue  | 6 juillet  | Luxembourg (LUX) – Luxembourg (LUX) | Contre-la-montre individuel  | 6,5                   | Lance Armstrong       | Lance Armstrong              |
| 1re étape | 7 juillet  | Luxembourg (LUX) – Luxembourg (LUX) | Étape accidentée             | 192,5                 | Rubens Bertogliati    | Rubens Bertogliati           |
| 2e étape  | 8 juillet  | Luxembourg (LUX) – Sarrebruck (ALL) | Étape de plaine              | 181                   | Óscar Freire          | Rubens Bertogliati           |
| 3e étape  | 9 juillet  | Metz – Reims                        | Étape de plaine              | 174,5                 | Robbie McEwen         | Erik Zabel                   |
| 4e étape  | 10 juillet | Épernay – Château-Thierry           | Contre-la-montre par équipes | 67,5                  | ONCE-Eroski           | Igor González de Galdeano    |
| 5e étape  | 11 juillet | Soissons – Rouen                    | Étape de plaine              | 195                   | Jaan Kirsipuu         | Igor González de Galdeano    |
| 6e étape  | 12 juillet | Forges-les-Eaux – Alençon           | Étape de plaine              | 199,5                 | Erik Zabel            | Igor González de Galdeano    |
| 7e étape  | 13 juillet | Bagnoles-de-l'Orne – Avranches      | Étape accidentée             | 176                   | Bradley McGee         | Igor González de Galdeano    |
| 8e étape  | 14 juillet | Saint-Martin-de-Landelles – Plouay  | Étape accidentée             | 217,5                 | Karsten Kroon         | Igor González de Galdeano    |
| 9e étape  | 15 juillet | Lanester – Lorient                  | Contre-la-montre individuel  | 52                    | Santiago Botero       | Igor González de Galdeano    |
|           | 16 juillet | Bordeaux                            | Jour de repos                | Journée de repos no 1 | Journée de repos no 1 | Journée de repos no 1        |
| 10e étape | 17 juillet | Bazas – Pau                         | Étape de plaine              | 147                   | Patrice Halgand       | Igor González de Galdeano    |
| 11e étape | 18 juillet | Pau – La Mongie                     | Étape de montagne            | 158                   | Lance Armstrong       | Lance Armstrong              |
| 12e étape | 19 juillet | Lannemezan – Plateau de Beille      | Étape de montagne            | 199,5                 | Lance Armstrong       | Lance Armstrong              |
| 13e étape | 20 juillet | Lavelanet – Béziers                 | Étape de moyenne montagne    | 171                   | David Millar          | Lance Armstrong              |
| 14e étape | 21 juillet | Lodève – Mont Ventoux               | Étape de montagne            | 221                   | Richard Virenque      | Lance Armstrong              |
|           | 22 juillet | Département du Vaucluse             | Jour de repos                | Journée de repos no 2 | Journée de repos no 2 | Journée de repos no 2        |
| 15e étape | 23 juillet | Vaison-la-Romaine – Les Deux Alpes  | Étape de montagne            | 226,5                 | Santiago Botero       | Lance Armstrong              |
| 16e étape | 24 juillet | Les Deux Alpes – La Plagne          | Étape de montagne            | 179,5                 | Michael Boogerd       | Lance Armstrong              |
| 17e étape | 25 juillet | Aime – Cluses                       | Étape de montagne            | 142                   | Dario Frigo           | Lance Armstrong              |
| 18e étape | 26 juillet | Cluses – Bourg-en-Bresse            | Étape accidentée             | 176,5                 | Thor Hushovd          | Lance Armstrong              |
| 19e étape | 27 juillet | Régnié-Durette – Mâcon              | Contre-la-montre individuel  | 50                    | Lance Armstrong       | Lance Armstrong              |
| 20e étape | 28 juillet | Melun – Paris - Champs-Élysées      | Étape de plaine              | 140                   | Robbie McEwen         | Lance Armstrong              |

## Classements

### Classement général final
Lance Armstrong, initialement vainqueur de ce Tour, a parcouru les 3 277,5 km en 82 h 5 min 12 s, soit une moyenne de 39,909 km/h. Il est disqualifié en 2012 et son titre n'est pas attribué à un autre coureur. Levi Leipheimer, huitième, est également déclassé par l'UCI et sa place reste vacante.
| Classement général | Classement général            | Classement général | Classement général              | Classement général |
|                    | Coureur                       | Pays               | Équipe                          | Temps              |
| ------------------ | ----------------------------- | ------------------ | ------------------------------- | ------------------ |
| 1er                | Lance Armstrong Place vacante | États-Unis —       | US Postal Service —             |                    |
| 2e                 | Joseba Beloki                 | Espagne            | ONCE-Eroski                     | + 7 min 17 s       |
| 3e                 | Raimondas Rumšas              | Lituanie           | Lampre-Daikin                   | + 8 min 17 s       |
| 4e                 | Santiago Botero               | Colombie           | Kelme-Costa Blanca              | + 13 min 10 s      |
| 5e                 | Igor González de Galdeano     | Espagne            | ONCE-Eroski                     | + 13 min 54 s      |
| 6e                 | José Azevedo                  | Portugal           | ONCE-Eroski                     | + 15 min 44 s      |
| 7e                 | Francisco Mancebo             | Espagne            | iBanesto.com                    | + 16 min 5 s       |
| 8e                 | Levi Leipheimer Place vacante | États-Unis —       | Rabobank —                      |                    |
| 9e                 | Roberto Heras                 | Espagne            | US Postal Service               | + 17 min 18 s      |
| 10e                | Carlos Sastre                 | Espagne            | CSC-Tiscali                     | + 19 min 5 s       |
| 11e                | Ivan Basso                    | Italie             | Fassa Bortolo                   | + 19 min 18 s      |
| 12e                | Michael Boogerd               | Pays-Bas           | Rabbank                         | + 20 min 33 s      |
| 13e                | David Moncoutié               | France             | Cofidis-Le Crédit par Téléphone | + 21 min 8 s       |
| 14e                | Massimiliano Lelli            | Italie             | Cofidis-Le Crédit par Téléphone | + 27 min 51 s      |
| 15e                | Tyler Hamilton                | États-Unis         | CSC-Tiscali                     | + 28 min 36 s      |
| 16e                | Richard Virenque              | France             | Domo-Farm Frites                | + 28 min 42 s      |
| 17e                | Stéphane Goubert              | France             | Jean Delatour                   | + 29 min 51 s      |
| 18e                | Unai Osa                      | Espagne            | iBanesto.com                    | + 30 min 17 s      |
| 19e                | Nicolas Vogondy               | France             | Fdjeux.com                      | + 32 min 44 s      |
| 20e                | Nicki Sørensen                | Danemark           | CSC-Tiscali                     | + 32 min 56 s      |
| 21e                | Andrei Kivilev                | Kazakhstan         | Cofidis-Le Crédit par Téléphone | + 33 min 41 s      |
| 22e                | José Luis Rubiera             | Espagne            | US Postal Service               | + 36 min 43 s      |
| 23e                | Ivan Gotti                    | Italie             | Alessio                         | + 40 min 16 s      |
| 24e                | Dariusz Baranowski            | Pologne            | iBanesto.com                    | + 43 min 4 s       |
| 25e                | Dario Frigo                   | Italie             | Tacconi Sport                   | + 43 min 15 s      |
| modifier           |                               |                    |                                 |                    |

### Classements annexes finals
| Classement par points | Classement par points         | Classement par points | Classement par points | Classement par points |
| --------------------- | ----------------------------- | --------------------- | --------------------- | --------------------- |
|                       | Coureur                       | Pays                  | Équipe                | Point(s)              |
| 1er                   | Robbie McEwen                 | Australie             | Lotto-Adecco          | 280 points            |
| 2e                    | Erik Zabel                    | Allemagne             | Telekom               | 261 pts               |
| 3e                    | Stuart O'Grady                | Australie             | Crédit Agricole       | 208 pts               |
| 4e                    | Baden Cooke                   | Australie             | Fdjeux.com            | 198 pts               |
| 5e                    | Ján Svorada                   | République tchèque    | Lapre-Daikin          | 154 pts               |
| 6e                    | Lance Armstrong Place vacante | États-Unis —          | US Postal Service —   |                       |
| 7e                    | Thor Hushovd                  | Norvège               | Crédit Agricole       | 103 pts               |
| 8e                    | Laurent Brochard              | France                | Jean Delatour         | 99 pts                |
| 9e                    | Raimondas Rumšas              | Lituanie              | Lampre-Daikin         | 92 pts                |
| 10e                   | Santiago Botero               | Colombie              | Kelme-Costa Blanca    | 87 pts                |
| modifier              |                               |                       |                       |                       |

| Classement du meilleur grimpeur | Classement du meilleur grimpeur | Classement du meilleur grimpeur | Classement du meilleur grimpeur | Classement du meilleur grimpeur |
| ------------------------------- | ------------------------------- | ------------------------------- | ------------------------------- | ------------------------------- |
|                                 | Coureur                         | Pays                            | Équipe                          | Point(s)                        |
| 1er                             | Laurent Jalabert                | France                          | CSC-Tiscali                     | 262 points                      |
| 2e                              | Mario Aerts                     | Belgique                        | Lotto-Adecco                    | 178 pts                         |
| 3e                              | Santiago Botero                 | Colombie                        | Kelme-Costa Blanca              | 162 pts                         |
| 4e                              | Lance Armstrong Place vacante   | États-Unis —                    | US Postal Service —             |                                 |
| 5e                              | Axel Merckx                     | Belgique                        | Domo-Farm Frites                | 121 pts                         |
| 6e                              | Joseba Beloki                   | Espagne                         | ONCE-Eroski                     | 115 pts                         |
| 7e                              | Michael Boogerd                 | Pays-Bas                        | Rabobank                        | 113 pts                         |
| 8e                              | Richard Virenque                | France                          | Domo-Farm Frites                | 107 pts                         |
| 9e                              | Carlos Sastre                   | Espagne                         | CSC-Tiscali                     | 97 pts                          |
| 10e                             | Raimondas Rumšas                | Lituanie                        | Lampre-Daikin                   | 96 pts                          |
| modifier                        |                                 |                                 |                                 |                                 |

| Classement du meilleur jeune | Classement du meilleur jeune | Classement du meilleur jeune | Classement du meilleur jeune    | Classement du meilleur jeune |
|                              | Coureur                      | Pays                         | Équipe                          | Temps                        |
| ---------------------------- | ---------------------------- | ---------------------------- | ------------------------------- | ---------------------------- |
| 1er                          | Ivan Basso                   | Italie                       | Fassa Bortolo                   | en 82 h 24 min 30 s          |
| 2e                           | Nicolas Vogondy              | France                       | Fdjeux.com                      | + 13 min 26 s                |
| 3e                           | Christophe Brandt            | Belgique                     | Lotto-Adecco                    | + 48 min 32 s                |
| 4e                           | Sylvain Chavanel             | France                       | Bonjour                         | + 50 min 8 s                 |
| 5e                           | Isidro Nozal                 | Espagne                      | ONCE-Eroski                     | + 54 min 9 s                 |
| 6e                           | Haimar Zubeldia              | Espagne                      | Euskaltel-Euskadi               | + 56 min 21 s                |
| 7e                           | Volodymyr Gustov             | Ukraine                      | Fassa Bortolo                   | + 58 min 8 s                 |
| 8e                           | Gerhard Trampusch            | Autriche                     | Mapei-Quick Step                | + 1 h 32 min 12 s            |
| 9e                           | David Millar                 | Royaume-Uni                  | Cofidis-Le Crédit par Téléphone | + 1 h 40 min 33 s            |
| 10e                          | Sandy Casar                  | France                       | Fdjeux.com                      | + 1 h 53 min 4 s             |
| modifier                     |                              |                              |                                 |                              |

| Classement de la combativité | Classement de la combativité | Classement de la combativité | Classement de la combativité | Classement de la combativité |
| ---------------------------- | ---------------------------- | ---------------------------- | ---------------------------- | ---------------------------- |
|                              | Coureur                      | Pays                         | Équipe                       | Point(s)                     |
| 1er                          | Laurent Jalabert             | France                       | CSC-Tiscali                  | 100 points                   |
| 2e                           | Franck Renier                | France                       | Bonjour                      | 50 pts                       |
| 3e                           | Thor Hushovd                 | Norvège                      | Crédit Agricole              | 35 pts                       |
| 4e                           | Michael Boogerd              | Pays-Bas                     | Rabobank                     | 33 pts                       |
| 5e                           | Ludo Dierckxsens             | Belgique                     | Lampre-Daikin                | 33 pts                       |
| 6e                           | Mario Aerts                  | Belgique                     | Lotto-Adecco                 | 31 pts                       |
| 7e                           | Leon van Bon                 | Pays-Bas                     | Domo-Farm Frites             | 29 pts                       |
| 8e                           | Stéphane Bergès              | France                       | AG2R Prévoyance              | 24 pts                       |
| 9e                           | Sylvain Chavanel             | France                       | Bonjour                      | 23 pts                       |
| 10e                          | Axel Merckx                  | Belgique                     | Domo-Farm Frites             | 20 pts                       |
| modifier                     |                              |                              |                              |                              |

#### Classement par équipes
| Classement par équipes | Classement par équipes          | Classement par équipes | Classement par équipes |
|                        | Équipe                          | Pays                   | Temps                  |
| ---------------------- | ------------------------------- | ---------------------- | ---------------------- |
| 1re                    | ONCE-Eroski                     | Espagne                | en 246 h 36 min 14 s   |
| 2e                     | US Postal Service               | États-Unis             | + 22 min 49 s          |
| 3e                     | CSC-Tiscali                     | Danemark               | + 30 min 17 s          |
| 4e                     | iBanesto.com                    | Espagne                | + 34 min 6 s           |
| 5e                     | Cofidis-Le Crédit par Téléphone | France                 | + 36 min 19 s          |
| 6e                     | Rabobank                        | Pays-Bas               | + 40 min 41 s          |
| 7e                     | Jean Delatour                   | France                 | + 1 h 17 min 21 s      |
| 8e                     | Kelme-Costa Blanca              | Espagne                | + 1 h 42 min 22 s      |
| 9e                     | Domo-Farm Frites                | Belgique               | + 1 h 46 min 20 s      |
| 10e                    | Fassa Bortolo                   | Italie                 | + 2 h 1 min 59 s       |
| modifier               |                                 |                        |                        |

### Évolution des classements
| Étape              | Vainqueur          | Classement général        | Classement par points | Classement de la montagne | Classement du meilleur jeune | Classement par équipes | Prix de la combativité | Prix de la combativité |
| Étape              | Vainqueur          | Classement général        | Classement par points | Classement de la montagne | Classement du meilleur jeune | Classement par équipes | Étape                  | Leader                 |
| ------------------ | ------------------ | ------------------------- | --------------------- | ------------------------- | ---------------------------- | ---------------------- | ---------------------- | ---------------------- |
| P                  | Lance Armstrong    | Lance Armstrong           | Lance Armstrong       | Non décerné               | David Millar                 | CSC-Tiscali            | Non décerné            | Non décerné            |
| 1                  | Rubens Bertogliati | Rubens Bertogliati        | Erik Zabel            | Christophe Mengin         | Rubens Bertogliati           | CSC-Tiscali            | Stéphane Bergès        | Stéphane Bergès        |
| 2                  | Óscar Freire       | Rubens Bertogliati        | Erik Zabel            | Stéphane Bergès           | Rubens Bertogliati           | CSC-Tiscali            | Sylvain Chavanel       | Stéphane Bergès        |
| 3                  | Robbie McEwen      | Erik Zabel                | Erik Zabel            | Christophe Mengin         | Rubens Bertogliati           | CSC-Tiscali            | Jacky Durand           | Jacky Durand           |
| 4                  | ONCE-Eroski        | Igor González de Galdeano | Erik Zabel            | Christophe Mengin         | Isidro Nozal                 | ONCE-Eroski            | Non décerné            | Jacky Durand           |
| 5                  | Jaan Kirsipuu      | Igor González de Galdeano | Erik Zabel            | Christophe Mengin         | Isidro Nozal                 | ONCE-Eroski            | Stefano Casagranda     | Jacky Durand           |
| 6                  | Erik Zabel         | Igor González de Galdeano | Erik Zabel            | Christophe Mengin         | Isidro Nozal                 | ONCE-Eroski            | Steffen Wesemann       | Jacky Durand           |
| 7                  | Bradley McGee      | Igor González de Galdeano | Erik Zabel            | Christophe Mengin         | Isidro Nozal                 | ONCE-Eroski            | Franck Renier          | Franck Renier          |
| 8                  | Karsten Kroon      | Igor González de Galdeano | Erik Zabel            | Christophe Mengin         | Isidro Nozal                 | ONCE-Eroski            | Raivis Belohvoščiks    | Franck Renier          |
| 9                  | Santiago Botero    | Igor González de Galdeano | Erik Zabel            | Christophe Mengin         | David Millar                 | ONCE-Eroski            | Non décerné            | Franck Renier          |
| 10                 | Patrice Halgand    | Igor González de Galdeano | Robbie McEwen         | Christophe Mengin         | David Millar                 | ONCE-Eroski            | Ludo Dierckxsens       | Franck Renier          |
| 11                 | Lance Armstrong    | Lance Armstrong           | Erik Zabel            | Patrice Halgand           | Ivan Basso                   | ONCE-Eroski            | Laurent Jalabert       | Laurent Jalabert       |
| 12                 | Lance Armstrong    | Lance Armstrong           | Erik Zabel            | Laurent Jalabert          | Ivan Basso                   | ONCE-Eroski            | Laurent Jalabert       | Laurent Jalabert       |
| 13                 | David Millar       | Lance Armstrong           | Robbie McEwen         | Laurent Jalabert          | Ivan Basso                   | ONCE-Eroski            | Eddy Mazzoleni         | Laurent Jalabert       |
| 14                 | Richard Virenque   | Lance Armstrong           | Robbie McEwen         | Laurent Jalabert          | Ivan Basso                   | ONCE-Eroski            | Alexandre Botcharov    | Laurent Jalabert       |
| 15                 | Santiago Botero    | Lance Armstrong           | Robbie McEwen         | Laurent Jalabert          | Ivan Basso                   | ONCE-Eroski            | Mario Aerts            | Laurent Jalabert       |
| 16                 | Michael Boogerd    | Lance Armstrong           | Robbie McEwen         | Laurent Jalabert          | Ivan Basso                   | ONCE-Eroski            | Michael Boogerd        | Laurent Jalabert       |
| 17                 | Dario Frigo        | Lance Armstrong           | Robbie McEwen         | Laurent Jalabert          | Ivan Basso                   | ONCE-Eroski            | Mario Aerts            | Laurent Jalabert       |
| 18                 | Thor Hushovd       | Lance Armstrong           | Robbie McEwen         | Laurent Jalabert          | Ivan Basso                   | ONCE-Eroski            | Léon van Bon           | Laurent Jalabert       |
| 19                 | Lance Armstrong    | Lance Armstrong           | Robbie McEwen         | Laurent Jalabert          | Ivan Basso                   | ONCE-Eroski            | Non décerné            | Laurent Jalabert       |
| 20                 | Robbie McEwen      | Lance Armstrong           | Robbie McEwen         | Laurent Jalabert          | Ivan Basso                   | ONCE-Eroski            | Cristian Moreni        | Laurent Jalabert       |
| Classements finals | Classements finals | Lance Armstrong           | Robbie McEwen         | Laurent Jalabert          | Ivan Basso                   | ONCE-Eroski            | Laurent Jalabert       | Laurent Jalabert       |

## Liste des coureurs
| Légende                             | Légende                                                                                         | Légende                                | Légende                                                                                                  |
| ----------------------------------- | ----------------------------------------------------------------------------------------------- | -------------------------------------- | --- |
| Num                                 | Dossard de départ porté par le coureur sur ce Tour de France                                    | Pos                                    | Position finale au classement général                                                                    |
| Leader du classement général        | Indique le vainqueur du classement général                                                      | Leader du classement par points        | Indique le vainqueur du classement par points                                                            |
| Leader du classement de la montagne | Indique le vainqueur du classement de la montagne                                               | Leader du classement du meilleur jeune | Indique le vainqueur du classement du meilleur jeune                                                     |
| Meilleure équipe                    | Indique la meilleure équipe                                                                     | Super combatif                         | Indique le super combatif                                                                                |
|                                     | Indique un maillot de champion national ou mondial, suivi de sa spécialité                      | NP                                     | Indique un coureur qui n'a pas pris le départ d'une étape, suivi du numéro de l'étape où il s'est retiré |
| AB                                  | Indique un coureur qui n'a pas terminé une étape, suivi du numéro de l'étape où il s'est retiré | HD                                     | Indique un coureur qui a terminé une étape hors des délais, suivi du numéro de l'étape                   |
| EX                                  | Coureur exclu pour non-respect du règlement, suivi du numéro de l'étape                         | *                                      | Indique un coureur en lice pour le classement du meilleur jeune (coureurs nés après le 1er janvier 1976) |

| US Postal Service USP | US Postal Service USP    | US Postal Service USP |
| --------------------- | ------------------------ | --------------------- |
| Num                   | Coureur                  | Pos                   |
| 1                     | Lance Armstrong (USA)    | 1er                   |
| 2                     | Viatcheslav Ekimov (RUS) | 58e                   |
| 3                     | Roberto Heras (ESP)      | 9e                    |
| 4                     | George Hincapie (USA)    | 59e                   |
| 5                     | Benoît Joachim (LUX)     | 89e                   |
| 6                     | Floyd Landis (USA)       | 61e                   |
| 7                     | Pavel Padrnos (CZE)      | 69e                   |
| 8                     | Víctor Hugo Peña (COL)   | 73e                   |
| 9                     | José Luis Rubiera (ESP)  | 22e                   |

| Telekom TEL | Telekom TEL               | Telekom TEL |
| ----------- | ------------------------- | ----------- |
| Num         | Coureur                   | Pos         |
| 11          | Erik Zabel (GER)          | 82e         |
| 12          | Rolf Aldag (GER)          | 72e         |
| 13          | Udo Bölts (GER)           | 48e         |
| 14          | Gian Matteo Fagnini (ITA) | 101e        |
| 15          | Giuseppe Guerini (ITA)    | 80e         |
| 16          | Danilo Hondo (GER)        | 104e        |
| 17          | Bobby Julich (USA)        | 37e         |
| 18          | Kevin Livingston (USA)    | 56e         |
| 19          | Steffen Wesemann (GER)    | 99e         |

| ONCE-Eroski ONC | ONCE-Eroski ONC                   | ONCE-Eroski ONC |
| --------------- | --------------------------------- | --------------- |
| Num             | Coureur                           | Pos             |
| 21              | Joseba Beloki (ESP)               | 2e              |
| 22              | José Azevedo (POR)                | 6e              |
| 23              | Álvaro González de Galdeano (ESP) | AB-10           |
| 24              | Igor González de Galdeano (ESP)   | 5e              |
| 25              | Jörg Jaksche (GER)                | 31e             |
| 26              | Isidro Nozal (ESP)                | 38e             |
| 27              | Abraham Olano (ESP)               | 78e             |
| 28              | Mikel Pradera (ESP)               | 98e             |
| 29              | Marcos Serrano (ESP)              | 38e             |

| Kelme-Costa Blanca KEL | Kelme-Costa Blanca KEL       | Kelme-Costa Blanca KEL |
| ---------------------- | ---------------------------- | ---------------------- |
| Num                    | Coureur                      | Pos                    |
| 31                     | Óscar Sevilla (ESP)          | AB-16                  |
| 32                     | Santiago Botero (COL)        | 4e                     |
| 33                     | Francisco Cabello (ESP)      | 111e                   |
| 34                     | José Javier Gómez (ESP)      | AB-13                  |
| 35                     | José Enrique Gutiérrez (ESP) | 29e                    |
| 36                     | Santiago Pérez (ESP)         | AB-11                  |
| 37                     | Antonio Tauler (ESP)         | AB-12                  |
| 38                     | José Ángel Vidal (ESP)       | 134e                   |
| 39                     | Constantino Zaballa (ESP)    | 116e                   |

| Cofidis-Le Crédit par Téléphone COF | Cofidis-Le Crédit par Téléphone COF | Cofidis-Le Crédit par Téléphone COF |
| ----------------------------------- | ----------------------------------- | ----------------------------------- |
| Num                                 | Coureur                             | Pos                                 |
| 41                                  | Andrei Kivilev (KAZ)                | 21e                                 |
| 42                                  | Daniel Atienza (ESP)                | AB-17                               |
| 43                                  | Íñigo Cuesta (ESP)                  | 49e                                 |
| 44                                  | Bingen Fernández (ESP)              | 79e                                 |
| 45                                  | Massimiliano Lelli (ITA)            | 14e                                 |
| 46                                  | Nico Mattan (BEL)                   | 123e                                |
| 47                                  | David Millar (GBR)                  | 68e                                 |
| 48                                  | David Moncoutié (FRA)               | 13e                                 |
| 49                                  | Cédric Vasseur (FRA)                | 55e                                 |

| CSC-Tiscali CSC | CSC-Tiscali CSC        | CSC-Tiscali CSC |
| --------------- | ---------------------- | --------------- |
| Num             | Coureur                | Pos             |
| 51              | Laurent Jalabert (FRA) | 42e             |
| 52              | Tyler Hamilton (USA)   | 15e             |
| 53              | Andrea Peron (ITA)     | 53e             |
| 54              | Jakob Piil (DEN)       | 125e            |
| 55              | Arvis Piziks (LAT)     | 152e            |
| 56              | Michael Sandstød (DEN) | AB-11           |
| 57              | Carlos Sastre (ESP)    | 10e             |
| 58              | Nicki Sørensen (DEN)   | 20e             |
| 59              | Paul Van Hyfte (BEL)   | 120e            |

| Crédit Agricole C.A | Crédit Agricole C.A      | Crédit Agricole C.A |
| ------------------- | ------------------------ | ------------------- |
| Num                 | Coureur                  | Pos                 |
| 61                  | Christophe Moreau (FRA)  | AB-15               |
| 62                  | Frédéric Bessy (FRA)     | 67e                 |
| 63                  | Sébastien Hinault (FRA)  | 147e                |
| 64                  | Thor Hushovd (NOR)       | 112e                |
| 65                  | Anthony Langella (FRA)   | 148e                |
| 66                  | Anthony Morin (FRA)      | 90e                 |
| 67                  | Stuart O'Grady (AUS)     | 77e                 |
| 68                  | Jonathan Vaughters (USA) | AB-11               |
| 69                  | Jens Voigt (GER)         | 110e                |

| Domo-Farm Frites DOM | Domo-Farm Frites DOM   | Domo-Farm Frites DOM |
| -------------------- | ---------------------- | -------------------- |
| Num                  | Coureur                | Pos                  |
| 71                   | Richard Virenque (FRA) | 16e                  |
| 72                   | Dave Bruylandts (BEL)  | HD-16                |
| 73                   | Enrico Cassani (ITA)   | 124e                 |
| 74                   | Servais Knaven (NED)   | 137e                 |
| 75                   | Tomáš Konečný (CZE)    | 65e                  |
| 76                   | Axel Merckx (BEL)      | 28e                  |
| 77                   | Fred Rodriguez (USA)   | HD-16                |
| 78                   | Léon van Bon (NED)     | 129e                 |
| 79                   | Piotr Wadecki (POL)    | 43e                  |

| Fassa Bortolo FAS | Fassa Bortolo FAS      | Fassa Bortolo FAS |
| ----------------- | ---------------------- | ----------------- |
| Num               | Coureur                | Pos               |
| 81                | Ivan Basso (ITA)       | 11e               |
| 82                | Fabio Baldato (ITA)    | 132e              |
| 83                | Wladimir Belli (ITA)   | 45e               |
| 84                | Volodymyr Gustov (UKR) | 40e               |
| 85                | Serhiy Honchar (UKR)   | 64e               |
| 86                | Sergueï Ivanov (RUS)   | 81e               |
| 87                | Nicola Loda (ITA)      | 121e              |
| 88                | Oscar Pozzi (ITA)      | AB-12             |
| 89                | Marco Velo (ITA)       | 54e               |

| Fdjeux.com FDJ | Fdjeux.com FDJ          | Fdjeux.com FDJ |
| -------------- | ----------------------- | -------------- |
| Num            | Coureur                 | Pos            |
| 91             | Nicolas Vogondy (FRA)   | 19e            |
| 92             | Sandy Casar (FRA)       | 83e            |
| 93             | Jimmy Casper (FRA)      | AB-16          |
| 94             | Baden Cooke (AUS)       | 127e           |
| 95             | Jacky Durand (FRA)      | DQ-11          |
| 96             | Frédéric Guesdon (FRA)  | AB-17          |
| 97             | Bradley McGee (AUS)     | 109e           |
| 98             | Christophe Mengin (FRA) | 86e            |
| 99             | Jean-Cyril Robin (FRA)  | 32e            |

| Rabobank RAB | Rabobank RAB           | Rabobank RAB |
| ------------ | ---------------------- | ------------ |
| Num          | Coureur                | Pos          |
| 101          | Levi Leipheimer (USA)  | 8e           |
| 102          | Michael Boogerd (NED)  | 12e          |
| 103          | Bram de Groot (NED)    | 133e         |
| 104          | Erik Dekker (NED)      | 136e         |
| 105          | Addy Engels (NED)      | 94e          |
| 106          | Karsten Kroon (NED)    | 146e         |
| 107          | Grischa Niermann (GER) | 51e          |
| 108          | Marc Wauters (BEL)     | 91e          |
| 109          | Beat Zberg (SUI)       | 27e          |

| Bonjour BJR | Bonjour BJR            | Bonjour BJR |
| ----------- | ---------------------- | ----------- |
| Num         | Coureur                | Pos         |
| 111         | Didier Rous (FRA)      | AB-7        |
| 112         | Walter Bénéteau (FRA)  | 117e        |
| 113         | Franck Bouyer (FRA)    | 114e        |
| 114         | Sylvain Chavanel (FRA) | 36e         |
| 115         | Emmanuel Magnien (FRA) | 96e         |
| 116         | Damien Nazon (FRA)     | 151e        |
| 117         | Jérôme Pineau (FRA)    | 87e         |
| 118         | Franck Renier (FRA)    | 85e         |
| 119         | François Simon (FRA)   | HD-12       |

| Mapei-Quick Step MAP | Mapei-Quick Step MAP    | Mapei-Quick Step MAP |
| -------------------- | ----------------------- | -------------------- |
| Num                  | Coureur                 | Pos                  |
| 121                  | Óscar Freire (ESP)      | NP-8                 |
| 122                  | László Bodrogi (HUN)    | 62e                  |
| 123                  | Fabien De Waele (BEL)   | AB-12                |
| 124                  | Pedro Horrillo (ESP)    | 107e                 |
| 125                  | Robert Hunter (RSA)     | 97e                  |
| 126                  | Miguel Martinez (FRA)   | 44e                  |
| 127                  | Tom Steels (BEL)        | AB-5                 |
| 128                  | Andrea Tafi (ITA)       | 106e                 |
| 129                  | Gerhard Trampusch (AUT) | 63e                  |

| iBanesto.com BAN | iBanesto.com BAN                 | iBanesto.com BAN |
| ---------------- | -------------------------------- | ---------------- |
| Num              | Coureur                          | Pos              |
| 131              | Denis Menchov (RUS)              | 93e              |
| 132              | Dariusz Baranowski (POL)         | 24e              |
| 133              | Santiago Blanco (ESP)            | 57e              |
| 134              | Marzio Bruseghin (ITA)           | 47e              |
| 135              | José Vicente García Acosta (ESP) | 75e              |
| 136              | David Latasa (ESP)               | 84e              |
| 137              | Francisco Mancebo (ESP)          | 7e               |
| 138              | Unai Osa (ESP)                   | 18e              |
| 139              | Javier Pascual Rodríguez (ESP)   | 95e              |

| Lotto-Adecco ___ | Lotto-Adecco ___         | Lotto-Adecco ___ |
| ---------------- | ------------------------ | ---------------- |
| Num              | Coureur                  | Pos              |
| 141              | Rik Verbrugghe (BEL)     | NP-6             |
| 142              | Mario Aerts (BEL)        | 50e              |
| 143              | Serge Baguet (BEL)       | 105e             |
| 144              | Christophe Brandt (BEL)  | 35e              |
| 145              | Hans De Clercq (BEL)     | 145e             |
| 146              | Thierry Marichal (BEL)   | 126e             |
| 147              | Robbie McEwen (AUS)      | 130e             |
| 148              | Guennadi Mikhailov (RUS) | 92e              |
| 149              | Aart Vierhouten (NED)    | NP-8             |

| Lampre-Daikin LAM | Lampre-Daikin LAM           | Lampre-Daikin LAM |
| ----------------- | --------------------------- | ----------------- |
| Num               | Coureur                     | Pos               |
| 151               | Marco Serpellini (ITA)      | 74e               |
| 152               | Raivis Belohvoščiks (LAT)   | 118e              |
| 153               | Rubens Bertogliati (SUI)    | 138e              |
| 154               | Alessandro Cortinovis (ITA) | 140e              |
| 155               | Ludo Dierckxsens (BEL)      | 108e              |
| 156               | Luciano Pagliarini (BRA)    | NP-12             |
| 157               | Marco Pinotti (ITA)         | AB-5              |
| 158               | Raimondas Rumšas (LTU)      | 3e                |
| 159               | Ján Svorada (CZE)           | 108e              |

| Euskaltel-Euskadi EUS | Euskaltel-Euskadi EUS    | Euskaltel-Euskadi EUS |
| --------------------- | ------------------------ | --------------------- |
| Num                   | Coureur                  | Pos                   |
| 161                   | David Etxebarria (ESP)   | 60e                   |
| 162                   | Gorka Arrizabalaga (ESP) | 142e                  |
| 163                   | Unai Etxebarria (VEN)    | 141e                  |
| 164                   | Igor Flores (ESP)        | 153e                  |
| 165                   | Gorka González (ESP)     | HD-12                 |
| 166                   | Roberto Laiseka (ESP)    | 46e                   |
| 167                   | Iban Mayo (ESP)          | 88e                   |
| 168                   | Samuel Sánchez (ESP)     | HD-12                 |
| 169                   | Haimar Zubeldia (ESP)    | 11e                   |

| Tacconi Sport ___ | Tacconi Sport ___        | Tacconi Sport ___ |
| ----------------- | ------------------------ | ----------------- |
| Num               | Coureur                  | Pos               |
| 171               | Dario Frigo (ITA)        | 25e               |
| 172               | Massimo Apollonio (ITA)  | 139e              |
| 173               | Gianluca Bortolami (ITA) | 75e               |
| 174               | Paolo Bossoni (ITA)      | AB-13             |
| 175               | Massimo Donati (ITA)     | AB-17             |
| 176               | Andrej Hauptman (SLO)    | AB-12             |
| 177               | Peter Luttenberger (AUT) | AB-14             |
| 178               | Eddy Mazzoleni (ITA)     | 70e               |
| 179               | Mauro Radaelli (ITA)     | 135e              |

| AG2R Prévoyance A2R | AG2R Prévoyance A2R        | AG2R Prévoyance A2R |
| ------------------- | -------------------------- | ------------------- |
| Num                 | Coureur                    | Pos                 |
| 181                 | Alexandre Botcharov (RUS)  | 30e                 |
| 182                 | Christophe Agnolutto (FRA) | 144e                |
| 183                 | Stéphane Bergès (FRA)      | 150e                |
| 184                 | Íñigo Chaurreau (ESP)      | 41e                 |
| 185                 | Andy Flickinger (FRA)      | 103e                |
| 186                 | Jaan Kirsipuu (EST)        | AB-11               |
| 187                 | Thierry Loder (FRA)        | 98e                 |
| 188                 | Christophe Oriol (FRA)     | HD-16               |
| 189                 | Ludovic Turpin (FRA)       | 71e                 |

| Alessio ALS | Alessio ALS              | Alessio ALS |
| ----------- | ------------------------ | ----------- |
| Num         | Coureur                  | Pos         |
| 191         | Laurent Dufaux (SUI)     | AB-16       |
| 192         | Andrea Brognara (ITA)    | 119e        |
| 193         | Stefano Casagranda (ITA) | AB-12       |
| 194         | Davide Casarotto (ITA)   | 149e        |
| 195         | Ivan Gotti (ITA)         | 23e         |
| 196         | Martin Hvastija (SLO)    | 128e        |
| 197         | Ruslan Ivanov (MDA)      | AB-12       |
| 198         | Cristian Moreni (ITA)    | 66e         |
| 199         | Alexandr Shefer (KAZ)    | AB-6        |

| Jean Delatour DEL | Jean Delatour DEL         | Jean Delatour DEL |
| ----------------- | ------------------------- | ----------------- |
| Num               | Coureur                   | Pos               |
| 201               | Patrice Halgand (FRA)     | 52e               |
| 202               | Stéphane Augé (FRA)       | 115e              |
| 203               | Jérôme Bernard (FRA)      | 102e              |
| 204               | Laurent Brochard (FRA)    | 26e               |
| 205               | Cyril Dessel (FRA)        | 113e              |
| 206               | Christophe Edaleine (FRA) | 100e              |
| 207               | Stéphane Goubert (FRA)    | 17e               |
| 208               | Laurent Lefèvre (FRA)     | 34e               |
| 209               | Eddy Seigneur (FRA)       | 143e              |

| US Postal Service USP | US Postal Service USP    | US Postal Service USP |
| --------------------- | ------------------------ | --------------------- |
| Num                   | Coureur                  | Pos                   |
| 1                     | Lance Armstrong (USA)    | 1er                   |
| 2                     | Viatcheslav Ekimov (RUS) | 58e                   |
| 3                     | Roberto Heras (ESP)      | 9e                    |
| 4                     | George Hincapie (USA)    | 59e                   |
| 5                     | Benoît Joachim (LUX)     | 89e                   |
| 6                     | Floyd Landis (USA)       | 61e                   |
| 7                     | Pavel Padrnos (CZE)      | 69e                   |
| 8                     | Víctor Hugo Peña (COL)   | 73e                   |
| 9                     | José Luis Rubiera (ESP)  | 22e                   |

| Telekom TEL | Telekom TEL               | Telekom TEL |
| ----------- | ------------------------- | ----------- |
| Num         | Coureur                   | Pos         |
| 11          | Erik Zabel (GER)          | 82e         |
| 12          | Rolf Aldag (GER)          | 72e         |
| 13          | Udo Bölts (GER)           | 48e         |
| 14          | Gian Matteo Fagnini (ITA) | 101e        |
| 15          | Giuseppe Guerini (ITA)    | 80e         |
| 16          | Danilo Hondo (GER)        | 104e        |
| 17          | Bobby Julich (USA)        | 37e         |
| 18          | Kevin Livingston (USA)    | 56e         |
| 19          | Steffen Wesemann (GER)    | 99e         |

| ONCE-Eroski ONC | ONCE-Eroski ONC                   | ONCE-Eroski ONC |
| --------------- | --------------------------------- | --------------- |
| Num             | Coureur                           | Pos             |
| 21              | Joseba Beloki (ESP)               | 2e              |
| 22              | José Azevedo (POR)                | 6e              |
| 23              | Álvaro González de Galdeano (ESP) | AB-10           |
| 24              | Igor González de Galdeano (ESP)   | 5e              |
| 25              | Jörg Jaksche (GER)                | 31e             |
| 26              | Isidro Nozal (ESP)                | 38e             |
| 27              | Abraham Olano (ESP)               | 78e             |
| 28              | Mikel Pradera (ESP)               | 98e             |
| 29              | Marcos Serrano (ESP)              | 38e             |

| Kelme-Costa Blanca KEL | Kelme-Costa Blanca KEL       | Kelme-Costa Blanca KEL |
| ---------------------- | ---------------------------- | ---------------------- |
| Num                    | Coureur                      | Pos                    |
| 31                     | Óscar Sevilla (ESP)          | AB-16                  |
| 32                     | Santiago Botero (COL)        | 4e                     |
| 33                     | Francisco Cabello (ESP)      | 111e                   |
| 34                     | José Javier Gómez (ESP)      | AB-13                  |
| 35                     | José Enrique Gutiérrez (ESP) | 29e                    |
| 36                     | Santiago Pérez (ESP)         | AB-11                  |
| 37                     | Antonio Tauler (ESP)         | AB-12                  |
| 38                     | José Ángel Vidal (ESP)       | 134e                   |
| 39                     | Constantino Zaballa (ESP)    | 116e                   |

| Cofidis-Le Crédit par Téléphone COF | Cofidis-Le Crédit par Téléphone COF | Cofidis-Le Crédit par Téléphone COF |
| ----------------------------------- | ----------------------------------- | ----------------------------------- |
| Num                                 | Coureur                             | Pos                                 |
| 41                                  | Andrei Kivilev (KAZ)                | 21e                                 |
| 42                                  | Daniel Atienza (ESP)                | AB-17                               |
| 43                                  | Íñigo Cuesta (ESP)                  | 49e                                 |
| 44                                  | Bingen Fernández (ESP)              | 79e                                 |
| 45                                  | Massimiliano Lelli (ITA)            | 14e                                 |
| 46                                  | Nico Mattan (BEL)                   | 123e                                |
| 47                                  | David Millar (GBR)                  | 68e                                 |
| 48                                  | David Moncoutié (FRA)               | 13e                                 |
| 49                                  | Cédric Vasseur (FRA)                | 55e                                 |

| CSC-Tiscali CSC | CSC-Tiscali CSC        | CSC-Tiscali CSC |
| --------------- | ---------------------- | --------------- |
| Num             | Coureur                | Pos             |
| 51              | Laurent Jalabert (FRA) | 42e             |
| 52              | Tyler Hamilton (USA)   | 15e             |
| 53              | Andrea Peron (ITA)     | 53e             |
| 54              | Jakob Piil (DEN)       | 125e            |
| 55              | Arvis Piziks (LAT)     | 152e            |
| 56              | Michael Sandstød (DEN) | AB-11           |
| 57              | Carlos Sastre (ESP)    | 10e             |
| 58              | Nicki Sørensen (DEN)   | 20e             |
| 59              | Paul Van Hyfte (BEL)   | 120e            |

| Crédit Agricole C.A | Crédit Agricole C.A      | Crédit Agricole C.A |
| ------------------- | ------------------------ | ------------------- |
| Num                 | Coureur                  | Pos                 |
| 61                  | Christophe Moreau (FRA)  | AB-15               |
| 62                  | Frédéric Bessy (FRA)     | 67e                 |
| 63                  | Sébastien Hinault (FRA)  | 147e                |
| 64                  | Thor Hushovd (NOR)       | 112e                |
| 65                  | Anthony Langella (FRA)   | 148e                |
| 66                  | Anthony Morin (FRA)      | 90e                 |
| 67                  | Stuart O'Grady (AUS)     | 77e                 |
| 68                  | Jonathan Vaughters (USA) | AB-11               |
| 69                  | Jens Voigt (GER)         | 110e                |

| Domo-Farm Frites DOM | Domo-Farm Frites DOM   | Domo-Farm Frites DOM |
| -------------------- | ---------------------- | -------------------- |
| Num                  | Coureur                | Pos                  |
| 71                   | Richard Virenque (FRA) | 16e                  |
| 72                   | Dave Bruylandts (BEL)  | HD-16                |
| 73                   | Enrico Cassani (ITA)   | 124e                 |
| 74                   | Servais Knaven (NED)   | 137e                 |
| 75                   | Tomáš Konečný (CZE)    | 65e                  |
| 76                   | Axel Merckx (BEL)      | 28e                  |
| 77                   | Fred Rodriguez (USA)   | HD-16                |
| 78                   | Léon van Bon (NED)     | 129e                 |
| 79                   | Piotr Wadecki (POL)    | 43e                  |

| Fassa Bortolo FAS | Fassa Bortolo FAS      | Fassa Bortolo FAS |
| ----------------- | ---------------------- | ----------------- |
| Num               | Coureur                | Pos               |
| 81                | Ivan Basso (ITA)       | 11e               |
| 82                | Fabio Baldato (ITA)    | 132e              |
| 83                | Wladimir Belli (ITA)   | 45e               |
| 84                | Volodymyr Gustov (UKR) | 40e               |
| 85                | Serhiy Honchar (UKR)   | 64e               |
| 86                | Sergueï Ivanov (RUS)   | 81e               |
| 87                | Nicola Loda (ITA)      | 121e              |
| 88                | Oscar Pozzi (ITA)      | AB-12             |
| 89                | Marco Velo (ITA)       | 54e               |

| Fdjeux.com FDJ | Fdjeux.com FDJ          | Fdjeux.com FDJ |
| -------------- | ----------------------- | -------------- |
| Num            | Coureur                 | Pos            |
| 91             | Nicolas Vogondy (FRA)   | 19e            |
| 92             | Sandy Casar (FRA)       | 83e            |
| 93             | Jimmy Casper (FRA)      | AB-16          |
| 94             | Baden Cooke (AUS)       | 127e           |
| 95             | Jacky Durand (FRA)      | DQ-11          |
| 96             | Frédéric Guesdon (FRA)  | AB-17          |
| 97             | Bradley McGee (AUS)     | 109e           |
| 98             | Christophe Mengin (FRA) | 86e            |
| 99             | Jean-Cyril Robin (FRA)  | 32e            |

| Rabobank RAB | Rabobank RAB           | Rabobank RAB |
| ------------ | ---------------------- | ------------ |
| Num          | Coureur                | Pos          |
| 101          | Levi Leipheimer (USA)  | 8e           |
| 102          | Michael Boogerd (NED)  | 12e          |
| 103          | Bram de Groot (NED)    | 133e         |
| 104          | Erik Dekker (NED)      | 136e         |
| 105          | Addy Engels (NED)      | 94e          |
| 106          | Karsten Kroon (NED)    | 146e         |
| 107          | Grischa Niermann (GER) | 51e          |
| 108          | Marc Wauters (BEL)     | 91e          |
| 109          | Beat Zberg (SUI)       | 27e          |

| Bonjour BJR | Bonjour BJR            | Bonjour BJR |
| ----------- | ---------------------- | ----------- |
| Num         | Coureur                | Pos         |
| 111         | Didier Rous (FRA)      | AB-7        |
| 112         | Walter Bénéteau (FRA)  | 117e        |
| 113         | Franck Bouyer (FRA)    | 114e        |
| 114         | Sylvain Chavanel (FRA) | 36e         |
| 115         | Emmanuel Magnien (FRA) | 96e         |
| 116         | Damien Nazon (FRA)     | 151e        |
| 117         | Jérôme Pineau (FRA)    | 87e         |
| 118         | Franck Renier (FRA)    | 85e         |
| 119         | François Simon (FRA)   | HD-12       |

| Mapei-Quick Step MAP | Mapei-Quick Step MAP    | Mapei-Quick Step MAP |
| -------------------- | ----------------------- | -------------------- |
| Num                  | Coureur                 | Pos                  |
| 121                  | Óscar Freire (ESP)      | NP-8                 |
| 122                  | László Bodrogi (HUN)    | 62e                  |
| 123                  | Fabien De Waele (BEL)   | AB-12                |
| 124                  | Pedro Horrillo (ESP)    | 107e                 |
| 125                  | Robert Hunter (RSA)     | 97e                  |
| 126                  | Miguel Martinez (FRA)   | 44e                  |
| 127                  | Tom Steels (BEL)        | AB-5                 |
| 128                  | Andrea Tafi (ITA)       | 106e                 |
| 129                  | Gerhard Trampusch (AUT) | 63e                  |

| iBanesto.com BAN | iBanesto.com BAN                 | iBanesto.com BAN |
| ---------------- | -------------------------------- | ---------------- |
| Num              | Coureur                          | Pos              |
| 131              | Denis Menchov (RUS)              | 93e              |
| 132              | Dariusz Baranowski (POL)         | 24e              |
| 133              | Santiago Blanco (ESP)            | 57e              |
| 134              | Marzio Bruseghin (ITA)           | 47e              |
| 135              | José Vicente García Acosta (ESP) | 75e              |
| 136              | David Latasa (ESP)               | 84e              |
| 137              | Francisco Mancebo (ESP)          | 7e               |
| 138              | Unai Osa (ESP)                   | 18e              |
| 139              | Javier Pascual Rodríguez (ESP)   | 95e              |

| Lotto-Adecco ___ | Lotto-Adecco ___         | Lotto-Adecco ___ |
| ---------------- | ------------------------ | ---------------- |
| Num              | Coureur                  | Pos              |
| 141              | Rik Verbrugghe (BEL)     | NP-6             |
| 142              | Mario Aerts (BEL)        | 50e              |
| 143              | Serge Baguet (BEL)       | 105e             |
| 144              | Christophe Brandt (BEL)  | 35e              |
| 145              | Hans De Clercq (BEL)     | 145e             |
| 146              | Thierry Marichal (BEL)   | 126e             |
| 147              | Robbie McEwen (AUS)      | 130e             |
| 148              | Guennadi Mikhailov (RUS) | 92e              |
| 149              | Aart Vierhouten (NED)    | NP-8             |

| Lampre-Daikin LAM | Lampre-Daikin LAM           | Lampre-Daikin LAM |
| ----------------- | --------------------------- | ----------------- |
| Num               | Coureur                     | Pos               |
| 151               | Marco Serpellini (ITA)      | 74e               |
| 152               | Raivis Belohvoščiks (LAT)   | 118e              |
| 153               | Rubens Bertogliati (SUI)    | 138e              |
| 154               | Alessandro Cortinovis (ITA) | 140e              |
| 155               | Ludo Dierckxsens (BEL)      | 108e              |
| 156               | Luciano Pagliarini (BRA)    | NP-12             |
| 157               | Marco Pinotti (ITA)         | AB-5              |
| 158               | Raimondas Rumšas (LTU)      | 3e                |
| 159               | Ján Svorada (CZE)           | 108e              |

| Euskaltel-Euskadi EUS | Euskaltel-Euskadi EUS    | Euskaltel-Euskadi EUS |
| --------------------- | ------------------------ | --------------------- |
| Num                   | Coureur                  | Pos                   |
| 161                   | David Etxebarria (ESP)   | 60e                   |
| 162                   | Gorka Arrizabalaga (ESP) | 142e                  |
| 163                   | Unai Etxebarria (VEN)    | 141e                  |
| 164                   | Igor Flores (ESP)        | 153e                  |
| 165                   | Gorka González (ESP)     | HD-12                 |
| 166                   | Roberto Laiseka (ESP)    | 46e                   |
| 167                   | Iban Mayo (ESP)          | 88e                   |
| 168                   | Samuel Sánchez (ESP)     | HD-12                 |
| 169                   | Haimar Zubeldia (ESP)    | 11e                   |

| Tacconi Sport ___ | Tacconi Sport ___        | Tacconi Sport ___ |
| ----------------- | ------------------------ | ----------------- |
| Num               | Coureur                  | Pos               |
| 171               | Dario Frigo (ITA)        | 25e               |
| 172               | Massimo Apollonio (ITA)  | 139e              |
| 173               | Gianluca Bortolami (ITA) | 75e               |
| 174               | Paolo Bossoni (ITA)      | AB-13             |
| 175               | Massimo Donati (ITA)     | AB-17             |
| 176               | Andrej Hauptman (SLO)    | AB-12             |
| 177               | Peter Luttenberger (AUT) | AB-14             |
| 178               | Eddy Mazzoleni (ITA)     | 70e               |
| 179               | Mauro Radaelli (ITA)     | 135e              |

| AG2R Prévoyance A2R | AG2R Prévoyance A2R        | AG2R Prévoyance A2R |
| ------------------- | -------------------------- | ------------------- |
| Num                 | Coureur                    | Pos                 |
| 181                 | Alexandre Botcharov (RUS)  | 30e                 |
| 182                 | Christophe Agnolutto (FRA) | 144e                |
| 183                 | Stéphane Bergès (FRA)      | 150e                |
| 184                 | Íñigo Chaurreau (ESP)      | 41e                 |
| 185                 | Andy Flickinger (FRA)      | 103e                |
| 186                 | Jaan Kirsipuu (EST)        | AB-11               |
| 187                 | Thierry Loder (FRA)        | 98e                 |
| 188                 | Christophe Oriol (FRA)     | HD-16               |
| 189                 | Ludovic Turpin (FRA)       | 71e                 |

| Alessio ALS | Alessio ALS              | Alessio ALS |
| ----------- | ------------------------ | ----------- |
| Num         | Coureur                  | Pos         |
| 191         | Laurent Dufaux (SUI)     | AB-16       |
| 192         | Andrea Brognara (ITA)    | 119e        |
| 193         | Stefano Casagranda (ITA) | AB-12       |
| 194         | Davide Casarotto (ITA)   | 149e        |
| 195         | Ivan Gotti (ITA)         | 23e         |
| 196         | Martin Hvastija (SLO)    | 128e        |
| 197         | Ruslan Ivanov (MDA)      | AB-12       |
| 198         | Cristian Moreni (ITA)    | 66e         |
| 199         | Alexandr Shefer (KAZ)    | AB-6        |

| Jean Delatour DEL | Jean Delatour DEL         | Jean Delatour DEL |
| ----------------- | ------------------------- | ----------------- |
| Num               | Coureur                   | Pos               |
| 201               | Patrice Halgand (FRA)     | 52e               |
| 202               | Stéphane Augé (FRA)       | 115e              |
| 203               | Jérôme Bernard (FRA)      | 102e              |
| 204               | Laurent Brochard (FRA)    | 26e               |
| 205               | Cyril Dessel (FRA)        | 113e              |
| 206               | Christophe Edaleine (FRA) | 100e              |
| 207               | Stéphane Goubert (FRA)    | 17e               |
| 208               | Laurent Lefèvre (FRA)     | 34e               |
| 209               | Eddy Seigneur (FRA)       | 143e              |